# 6092 Джонмейсон
6092 Джонмейсон (6092 Johnmason) — астероїд головного поясу, відкритий 27 червня 1990 року.
Тіссеранів параметр щодо Юпітера — 3,485.